# Richard S. Edwards (Schiff)
Die Richard S. Edwards, auch USS Richard S. Edwards (Kennung: DD-950), war ein Zerstörer der Forrest-Sherman-Klasse der United States Navy, der von 1959 bis 1982 in Dienst stand.

## Geschichte

### Bau und Indienststellung
Der Bauauftrag für die Richard S. Edwards erging am 27. Januar 1956, die Kiellegung fand am 20. Dezember bei der Puget Sound Bridge and Dredging Company am Puget Sound, Washington statt. Am 5. Februar 1959 erfolgte die Indienststellung bei der Navy.

### Dienstzeit
Ihre Jungfernreise führte die Richard S. Edwards nach Valparaíso. Sie wurde der Pazifikflotte zugeteilt und im Vietnamkrieg eingesetzt. Dabei gehörte der Zerstörer zeitweilig zur Sicherung des ASW-Flugzeugträgers Bennington. Während eines Manövers am 11. August 1960 ereignete sich etwa 175 Seemeilen westlich von San Francisco ein Ruderschaden an Bord der Richard S. Edwards, was zu einer Kollision mit dem Träger führte. Obgleich keine Personalverluste zu beklagen waren, erlitt der Zerstörer beträchtliche Schäden an den Aufbauten und musste in der Folgezeit bis November 1962 in San Diego in die Werft.
Vom 27. Februar 1970 bis 15. Januar 1971 wurde sie auf der Long Beach Naval Shipyard modernisiert.
Das Schiff erhielt sechs Battle Stars.

### Verbleib
Nach seiner Außerdienststellung wurde das Schiff im Mai 1997 als Zielschiff vor Kauaʻi versenkt.